# 8Ball & MJG
8Ball & MJG ist ein amerikanisches Hip-Hop-Duo aus Memphis, Tennessee. Die zwei Rapper trafen sich im Jahr 1984 an der Ridgeway Sekundarschule.

## Karriere
Die erste Erscheinung in der Rap-Szene machten sie 1993 mit dem Album Comin’ Out Hard. Das Album war erfolgreich und die Gruppe wurde in der damals entstehenden südlichen Rap-Szene bekannt. Ihre folgenden Alben in den 1990er Jahren einschließlich 1994 On the Outside Looking In und 1995 On Top of the World zementierten ihren Status als zwei der besten Rapper in der südlichen Szene. On Top of the World war besonders erfolgreich, kam auf Platz 8 der Billboard 200 und wurde mit Gold ausgezeichnet.
Nach jenen Alben veröffentlichten 8Ball & MJG Soloalben, das MJG-Album No More Glory erschien im Jahr 1997 und 8Ball’s Lost im Jahr 1998. Sie wiedervereinigten sich 1999, um ihr viertes Album In Our Lifetime als Gruppe zu veröffentlichen. Ein Jahr später in 2000 erschien ihr fünftes Album Space Age 4 Eva.
Für ihre neueren Releases unterzeichneten sie einen Vertrag mit Bad Boy Records. Ihr erstes Musikalbum für Bad Boy Records, Living Legends, wurde mit Gold durch RIAA ausgezeichnet. Ihr zweites Album über Bad Boy Records Ridin High erschien im März 2007.
Ein kommerzieller Höhepunkt von 8Ball & MJG war der Song Stay Fly im Jahr 2005 zusammen mit Three 6 Mafia. Dieses Lied kletterte auf Platz 13 in Billboard Hot 100, der größte Hit von Three 6 Mafia, wie auch von 8Ball & MJG.
Heute besitzen 8Ball & MJG ihre eigene Record Labels. 8Ball gründete das Label 8 Ways Entertainment (dezentralisiert bei Koch Entertainment), während MJG das Label MJG Muzik führt.
Im September 2007 unterzeichneten 8Ball und MJG ein Vertrag mit Real Talk Entertainment. 8Ball veröffentlichte zusammen mit E.D.I von Outlawz das Album Doin’ It Big, das am 1. April 2008 erschien. MJG veröffentlichte am 29. April 2008 ein Soloalbum mit dem Titel Pimp Tight.
Im Juni 2008 verkündete die Gruppe, dass sie offiziell bei T.I.’s Record Label Grand Hustle unterzeichnet habe. Ihr achtes Album als Gruppe und ihr erstes auf Grand Hustle heißt Ten Toes Down und wurde im Mai 2010 veröffentlicht. Es erreichte den Platz 36 in Billboard Hot 100 in der ersten Woche.

## Diskografie (8Ball & MJG)

### Alben
| Jahr | Titel                     | Höchstplatzierung, Gesamtwochen, AuszeichnungChartsChartplatzierungen (Jahr, Titel, Platzierungen, Wochen, Auszeichnungen, Anmerkungen) | Anmerkungen                             |
| Jahr | Titel                     | US | Anmerkungen                             |
| ---- | ------------------------- | --- | --------------------------------------- |
| 1994 | On the Outside Looking In | US106 (11 Wo.)US | Erstveröffentlichung: 24. Mai 1994      |
| 1995 | On Top of the World       | US8 Gold · (21 Wo.)US | Erstveröffentlichung: 1. November 1995  |
| 1999 | In Our Lifetime           | US10 Gold · (12 Wo.)US | Erstveröffentlichung: 18. Mai 1999      |
| 2000 | Space Age 4 Eva           | US85 (17 Wo.)US | Erstveröffentlichung: 21. November 2000 |
| 2004 | Living Legends            | US3 Gold · (18 Wo.)US | Erstveröffentlichung: 11. Mai 2004      |
| 2007 | Ridin High                | US8 (8 Wo.)US | Erstveröffentlichung: 13. März 2007     |
| 2010 | Ten Toes Down             | US36 (6 Wo.)US | Erstveröffentlichung: 4. Mai 2010       |

Weitere Alben
- 1992: Listen To The Lyrics
- 1993: Comin’ Out Hard
- 1997: Lyrics of a Pimp
- 1997: The Album of the Year (mit Suave House Records)
- 2000: Off da Chain, Vol. 1 (mit Suave House Records)
- 2000: Memphis Under World
- 2006: The Legends Series, Vol. 2
- 2008: We Are the South: Greatest Hits

### Singles
| Jahr | Titel Album                 | Höchstplatzierung, Gesamtwochen, AuszeichnungChartplatzierungen (Jahr, Titel, Album, Platzierungen, Wochen, Auszeichnungen, Anmerkungen) | Höchstplatzierung, Gesamtwochen, AuszeichnungChartplatzierungen (Jahr, Titel, Album, Platzierungen, Wochen, Auszeichnungen, Anmerkungen) | Anmerkungen                                                                     |
| Jahr | Titel Album                 | UK | US | Anmerkungen                                                                     |
| ---- | --------------------------- | --- | --- | ------------------------------------------------------------------------------- |
| 1996 | Sho Nuff Piece of Mind      | — | US58 (8 Wo.)US | Erstveröffentlichung: November 1996 Tela feat. 8Ball & MJG                      |
| 2005 | Stay Fly Most Known Unknown | UK33 (2 Wo.)UK | US13 (23 Wo.)US | Erstveröffentlichung: 7. Juli 2005 Three 6 Mafia feat. Young Buck & 8Ball & MJG |

## Diskografie (8Ball)

### Alben
| Jahr | Titel         | Höchstplatzierung, Gesamtwochen, AuszeichnungChartsChartplatzierungen (Jahr, Titel, Platzierungen, Wochen, Auszeichnungen, Anmerkungen) | Anmerkungen                             |
| Jahr | Titel         | US | Anmerkungen                             |
| ---- | ------------- | --- | --------------------------------------- |
| 1998 | Lost          | US5 ×2Doppelplatin · (13 Wo.)US | Erstveröffentlichung: 19. Mai 1998      |
| 2001 | Almost Famous | US47 (12 Wo.)US | Erstveröffentlichung: 20. November 2001 |
| 2002 | Lay It Down   | US142 (2 Wo.)US | Erstveröffentlichung: 13. August 2002   |
| 2012 | Life’s Quest  | US116 (2 Wo.)US | Erstveröffentlichung: 24. Juli 2012     |

Weitere Alben
- 2006: Light Up the Bomb
- 2007: The Vet & The Rookie (mit Devius)
- 2008: Doin’ It Big (mit E.D.I. Mean)
- 2009: Cars, Clubs & Strip Clubs
- 2012: Premro
- 2013: Premro 2

## Diskografie (MJG)

### Alben
| Jahr | Titel         | Höchstplatzierung, Gesamtwochen, AuszeichnungChartsChartplatzierungen (Jahr, Titel, Platzierungen, Wochen, Auszeichnungen, Anmerkungen) | Anmerkungen                             |
| Jahr | Titel         | US | Anmerkungen                             |
| ---- | ------------- | --- | --------------------------------------- |
| 1997 | No More Glory | US20 (13 Wo.)US | Erstveröffentlichung: 18. November 1997 |

Weitere Alben
- 2008: Pimp Tight
- 2008: This Might Be the Day
- 2012: Bitches Money Guns
- 2013: Too Pimpin’
- 2014: Too Pimpin’ 2.0